# Eisenwerk Brühl
Das Eisenwerk Brühl GmbH ist eine Gießerei im rheinischen Brühl, die als Automobilzulieferer ausgerichtet ist.

## Geschichte
Das Werk wurde 1927 von Georg Sandmann (1876–1952) gegründet. Heute bildet es zusammen mit dem 1773 gegründeten Eisenwerk Hasenclever & Sohn die ERW-Gruppe. Zu den Produkten gehören verschiedene Sorten Motorblöcke und eine Art Zylinderkopf aus Gusseisen, bei denen sich das Werk als Marktführer in Europa bezeichnet. Zu den wichtigsten Produkten gehören Motorblöcke für Audi, Volkswagen, Ford, General Motors, Fiat und Opel.
Mit der serienreifen Entwicklung eines Motorblocks aus Eisenguss, der durch besonders dünne Wandstärken von nur 3 mm etwa nur so viel wiegt wie ein vergleichbarer Block aus Aluminium, aber kleinere Ausmaße und höhere Festigkeit aufweist, gelang nach schwierigen Jahren eine Innovation, die weltweit für Aufmerksamkeit sorgte. Der Motor wurde auf der IAA in Frankfurt im September 2011 erstmals präsentiert.
Das Unternehmen ist Träger des Umweltschutzpreises der Stadt Brühl.